# Notophycus minutus
Notophycus minutus är en ringmaskart som beskrevs av Knox och Cameron 1970. Notophycus minutus ingår i släktet Notophycus och familjen Nereididae. Inga underarter finns listade i Catalogue of Life.